# Aleppo

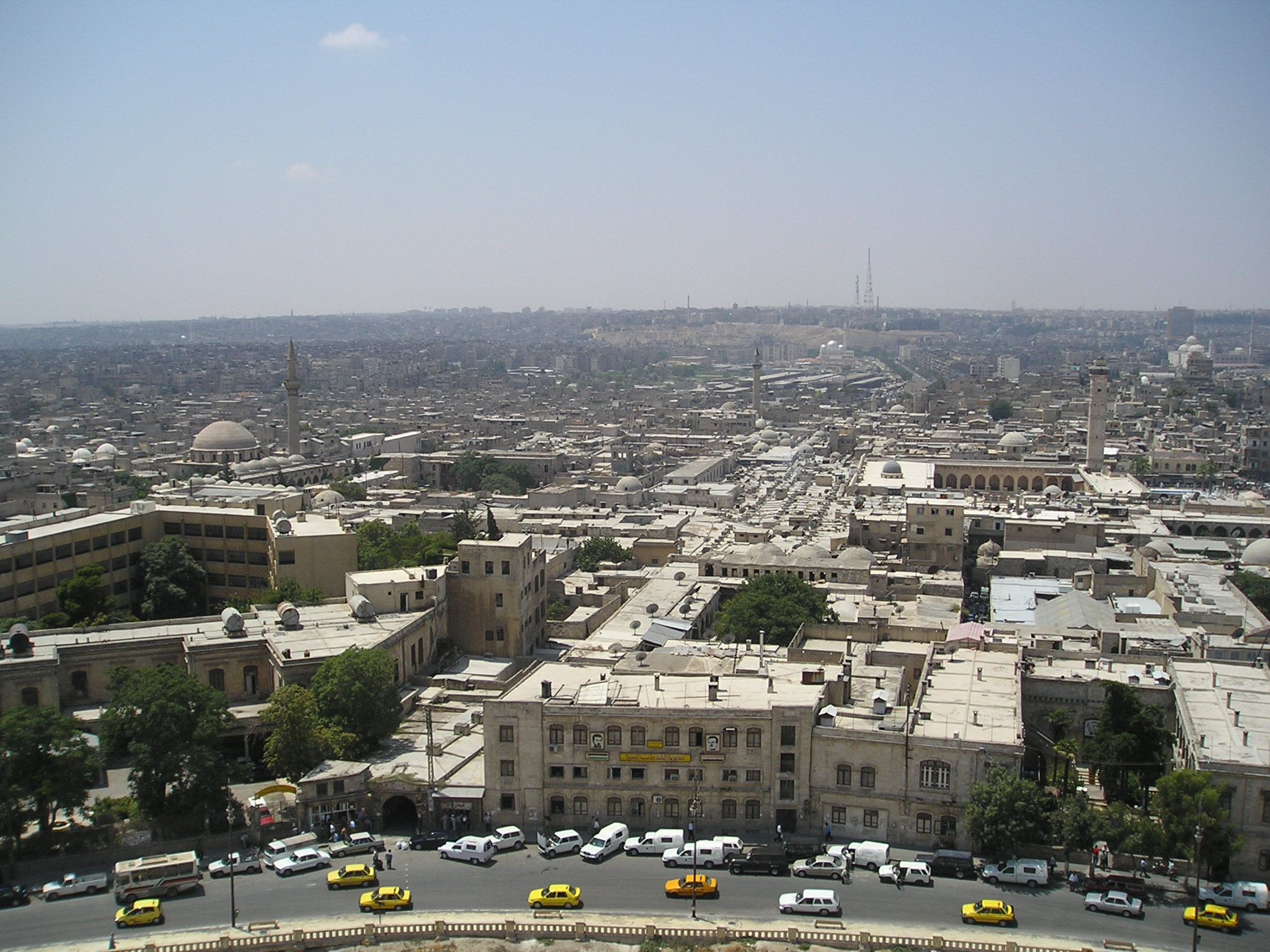
La città vecchia vista dalla cittadella

Aleppo (in arabo حلب‎?, Ḥalab) è una città della Siria settentrionale, capitale dell'omonimo governatorato e del distretto di Jabal Sam'an. Per la sua importanza è spesso soprannominata la "Capitale del Nord". Seconda città per popolazione della attuale Siria, dopo la capitale Damasco, essa fece a lungo parte della Jazira (oggi non più esistente come entità statale), mentre nel 2010 aveva una popolazione di almeno 4600000 abitanti (agglomerato urbano). Dopo lo scoppio della guerra civile siriana il numero è sceso, secondo stime del 2022, a 2098000 abitanti.
È una delle più antiche città del mondo, complice la posizione strategica a metà strada tra il Mar di Levante e il fiume Eufrate. Secondo ritrovamenti archeologici la fondazione della città risale al I millennio a.C., anche se è verosimile che la città risalga al III millennio a.C., ed essa è stata abitata ininterrottamente da allora. La cittadella, delimitata da una cinta muraria, è stata inserita tra i patrimoni dell'umanità dall'UNESCO nel 1986. Distante pochi chilometri dal confine con la Turchia, la popolazione include arabi, armeni, curdi, circassi e turchi, mentre dal punto di vista religioso, accanto a una maggioranza di religione islamica, Aleppo è la terza maggiore città cristiana del mondo arabo, dopo Beirut e Il Cairo.
Nell'anno 2006 Aleppo è stata la prima città a fregiarsi del titolo di "Capitale culturale del mondo islamico". A partire dal 2012, Aleppo è stata coinvolta nella guerra civile siriana, diventando il centro di una prolungata battaglia, conclusasi nel 2016, che ha provocato oltre 31.000 morti devastando l'intera città, che viene talvolta definita la "Stalingrado di Siria".

## Geografia fisica
Si trova in una conca fra le montagne e il suo clima non è sempre particolarmente favorevole.

## Etimologia
Il nome arabo della città, Ḥalab, deriva dall'accadico Ḫalap o Ḫalab. La città viene citata inoltre nelle fonti egiziane come hlp, e in quelle ugaritiche e aramaiche come hlb. Nell'età antica Aleppo fu nota anche come Beroea o Berya.
L'origine del toponimo è oscura ma vi sono diverse ipotesi al riguardo: nella lingua amorrita Halab significa metallo di ferro o rame di cui il luogo era importante fornitore nell'antichità; in lingua aramaica significa bianco come il colore del marmo abbondante nell'area, mentre latte si dice in arabo حليب, ossia Ḥalīb, parola la cui radice è la stessa del toponimo. Ḥalab Ibrāhīm significherebbe fantasiosamente (lui) Abramo allatta la (mucca) bianca secondo il viaggiatore Ibn Baṭṭūṭa, che scrive che il patriarca, soggiornando nel luogo e avendo un gregge numeroso, sarebbe stato solito distribuirne ai poveri.
La città è anche nota come "la grigia" (al-Shahbāʾ), in riferimento al colore delle pietre calcaree con cui sono costruiti la cittadella e buona parte degli edifici.

## Storia

### Età antica

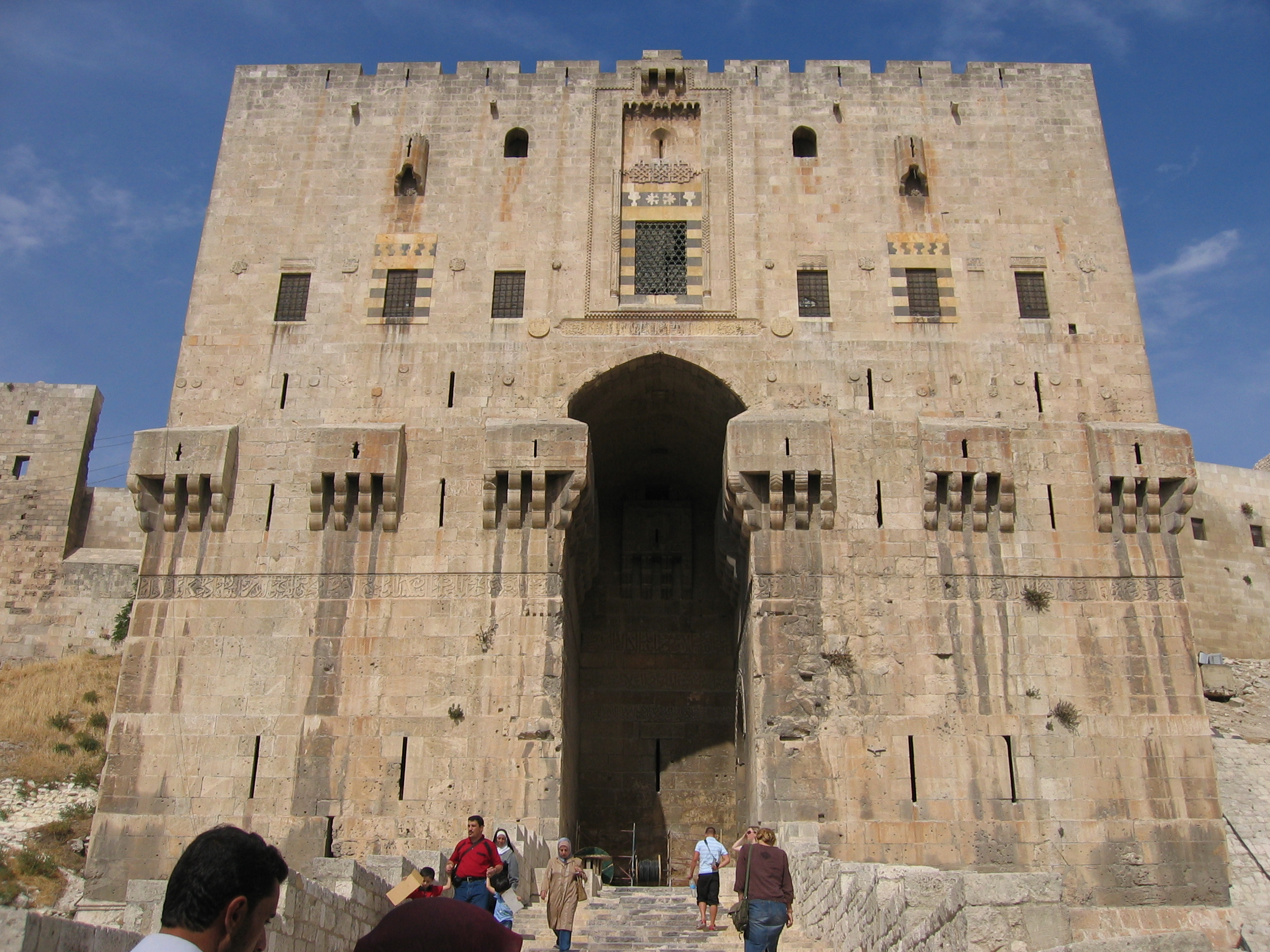
La porta di accesso alla Cittadella

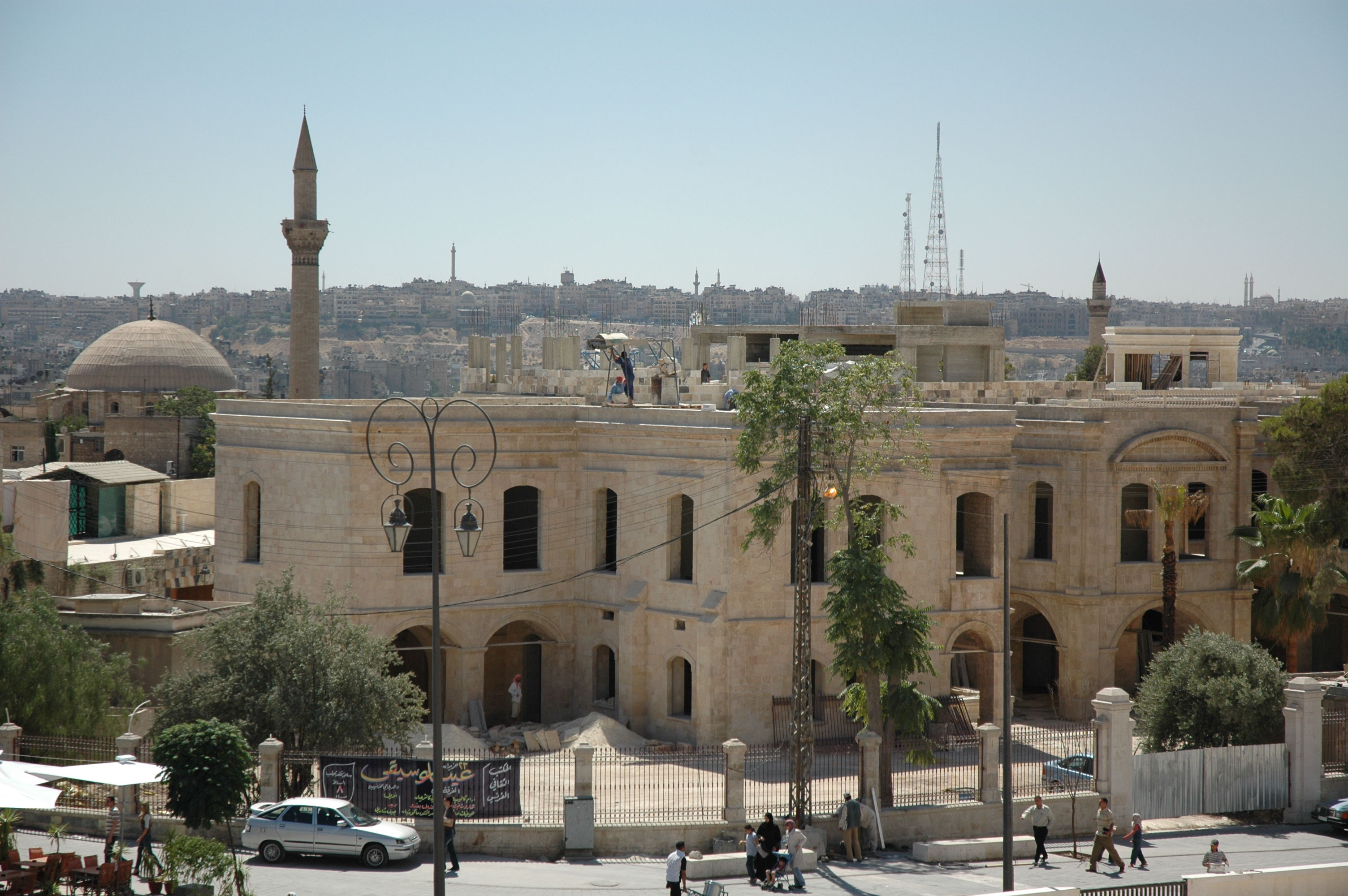
Zona storica di Aleppo

La città appare nei documenti ritrovati negli archivi Ittiti di Mari ed Ebla, risalenti al II millennio a.C., che la descrivono come capitale del regno amorreo di Yamkhad. Fu conquistata dal re ittita Muršili I, nel 1600 a.C., lasciando un vuoto politico nel nord della Siria sino all'inizio del XV secolo a.C., quando viene annessa al regno hurrita di Mitanni. Il re ittita Shuppiluliuma nel 1473 a.C. riconquista la città, che diventa sede religiosa dell'Impero ittita. Nel 1274 a.C. il re di Aleppo Telepinu partecipa con le forze ittite alla famosa battaglia di Kadesh svoltasi sulle rive dell'Oronte, non distante dalla città. La battaglia segnò la fine dell'espansione verso nord degli Egiziani.
Dopo la caduta dell'Impero ittita con l'invasione dei Popoli del Mare (1190 a.C.), Aleppo forma uno dei piccoli stati neo-hittiti, mentre l'elemento arameo aveva il sopravvento tra la popolazione, come in tutta la Siria del nord; infatti più tardi Aleppo diventa capitale di un regno aramaico.
Tiglatpileser I, nell'XI secolo a.C., invade l'Impero ittita e fonda l'Impero assiro, nel quale viene definitivamente inclusa con la vittoria di Salmanassar III nella battaglia di Qarqar (853 a.C.), la città di Aleppo, che da quel momento conserva come unico motivo di prestigio il celebre ed antico santuario del dio della tempesta, Hadad.
I caldei o neo-babilonesi si sostituiscono brevemente agli Assiri nel 612 a.C., e a loro volta sono sconfitti da Ciro II di Persia (539 a.C.), fondatore dell'Impero achemenide. Viene istituito il sistema amministrativo delle satrapie.
Nel 333 a.C. Aleppo viene conquistata da Alessandro Magno, e viene chiamata Beroea dal suo successore Seleuco I Nicatore, che la fortifica a scopo militare, ed è annessa alla satrapia di Babilonia. Fece parte dell'Impero seleucide fino all'arrivo dei romani; ma, tra il secondo ed il primo secolo a.C., soffrì per le lotte dinastiche all'interno della famiglia regnante e la città fu conquistata anche dal re d'Armenia Tigrane.
Nel 64 a.C. Pompeo annette la Siria alla Repubblica Romana; la città diviene quindi parte dell'Impero romano prima, e di quello bizantino poi.

### Età medievale
Nel 540, la città venne distrutta dal re sasanide Cosroe I e fu riedificata e fortificata dall'imperatore Giustiniano.
Con l'avanzata della potenza araba nel VI secolo, gli aleppini aprono le porte della città a Khalid ibn al-Walid nel 637. Sotto gli Omayyadi la città prospera, per poi declinare quando gli Abbasidi spostano la capitale del califfato a Baghdad e distruggono tutte le opere degli Omayyadi (resta solo l'impianto della grande Moschea). La dinastia degli Hamdanidi, iniziata con ʿAli Sayf al-Dawla, che rese Aleppo indipendente dal califfo, regna dal 944 al 1003 e, proprio con ʿAli Sayf al-Dawla, ancora oggi ricordato ad Aleppo, difende la città contro gli attacchi dell'imperatore bizantino Niceforo Foca che, nel 962, riesce a saccheggiare la città ma non a conquistarne la Cittadella.
In seguito la città cadde sotto il controllo dei Fatimidi sciiti ismailiti nel 1015, di alcune tribù beduine nel 1024, della famiglia dei Banu ʿAqīl nel 1080, dei turchi Selgiuchidi sunniti nel 1086 e della dinastia urtuchide nel 1117.
Durante le crociate la città viene assediata, senza esito, dai cristiani nel 1098 mentre, nel 1124, arriva in aiuto della città l'atabeg selgiuchide di Mosul, il turco ʿImād al-Dīn Zangī. Con Nur al-Din Zangi (1128 – 70), figlio di Zangi e atabeg di Mosul, Aleppo diventa il fulcro della reazione islamica contro i crociati e, alla morte di questi, passa al curdo Saladino, già sottoposto di Norandino e poi fondatore della dinastia degli Ayyubidi, che riuniva sotto un'unica guida diverse realtà istituzionali islamiche delle aree della Siria, Iraq, Jazira, Egitto e Anatolia e pose fine vittoriosamente alla terza crociata. Il figlio di Saladino, al-Zahir Ghazi, fece scavare il fossato e ricoprì di pietre la scarpata della Cittadella.
Nel 1138 la città subisce gravissimi danni a causa di un terremoto catastrofico che causa circa 250.000 vittime.
La città viene conquistata e devastata durante le incursioni mongole in Palestina del 1260. I Mamelucchi nel 1292 ricostruiscono la Cittadella che nuovamente viene distrutta nel 1400 con l'invasione di Tamerlano.

### Età moderna

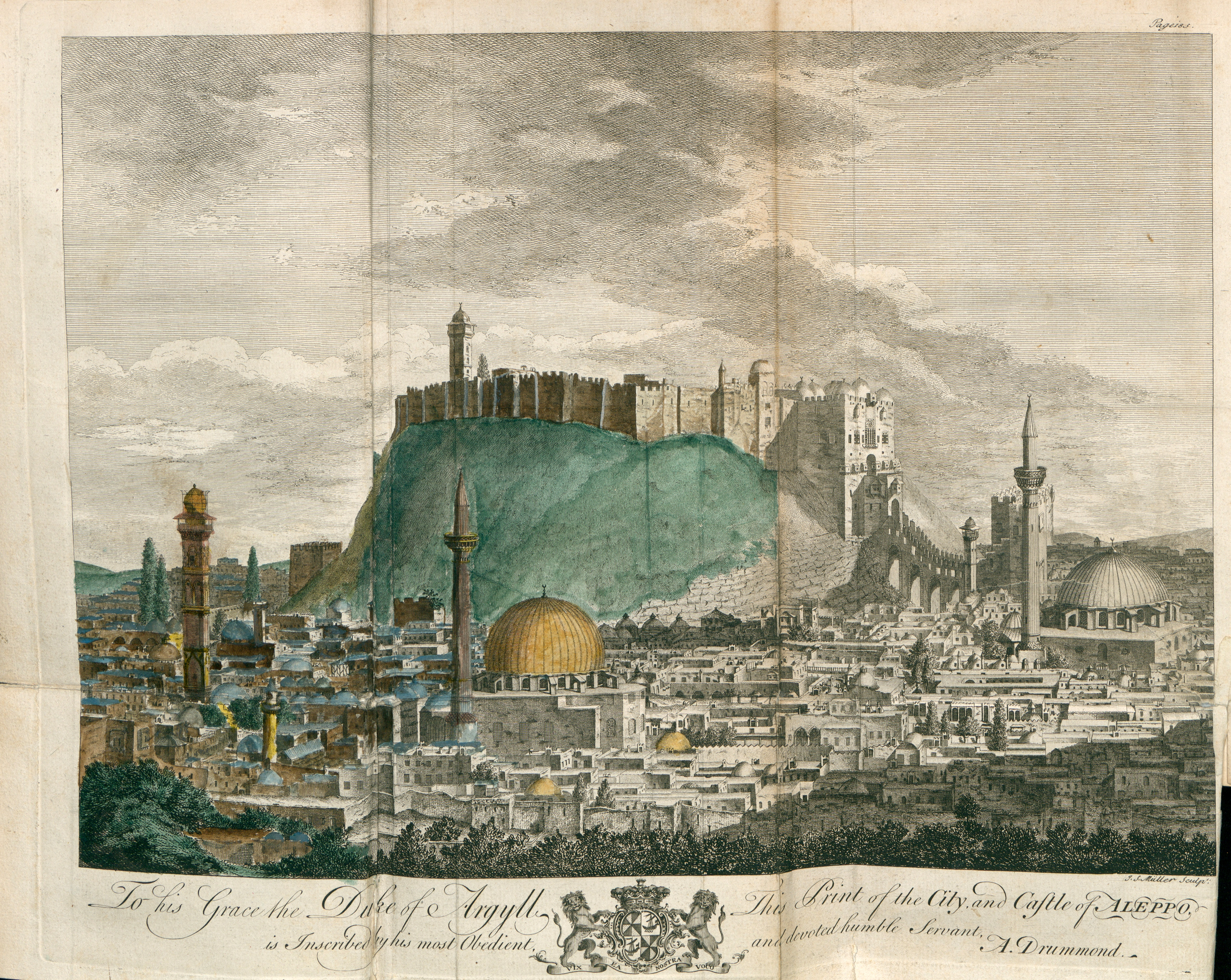
Aleppo. Tavola tratta da Travels through different cities of Germany, Italy, Greece, and several parts of Asia, as far as the banks of the Euphrates, 1754

Nel 1516 Aleppo passa sotto gli Ottomani con Selim I, che sconfigge i Mamelucchi di Siria ed Egitto. Vi si stabilisce la residenza di un Wali (governatore), e nei quattro secoli che seguono la città resta uno degli scali commerciali più importanti al mondo, confluendovi le vie carovaniere dell'Asia e dell'Arabia con i collegamenti al Mar Mediterraneo nei porti di Tripoli e Alessandretta. È tappa obbligatoria nei pellegrinaggi islamici alla Mecca.

### Età contemporanea
Nel 1822, un terribile terremoto uccide il 60% della popolazione della città, che in pochi decenni si risolleva e alla fine di quel secolo raggiunge nuovamente i centomila abitanti.
In esecuzione del trattato di Sèvres nel 1920 viene imposto il protettorato francese nel territorio compreso negli stati di Siria, Libano e Israele, oltre alla zona di Alessandretta, che viene ceduta arbitrariamente dai francesi al nuovo Stato Turco, privando così Aleppo del suo porto storico.
Fu punto strategico per la confluenza della fiumana di armeni deportati dall'Anatolia al deserto di Deir el-Zor durante il genocidio armeno.
Nel 1946 la Siria si autoproclama repubblica indipendente.
Le misure di nazionalizzazione del 1958 (costituzione della Repubblica Araba Unita), inasprite nel 1963, determinano la partenza di numerosi industriali e commercianti con un conseguente rallentamento della crescita economica, mentre numerosi finanziamenti pubblici attivano l'industrializzazione della capitale, Damasco.
Aleppo comunque resta la seconda città della Siria e può vantare negli ultimi anni un considerevole sviluppo in campo industriale, commerciale ed agricolo.

#### Guerra civile

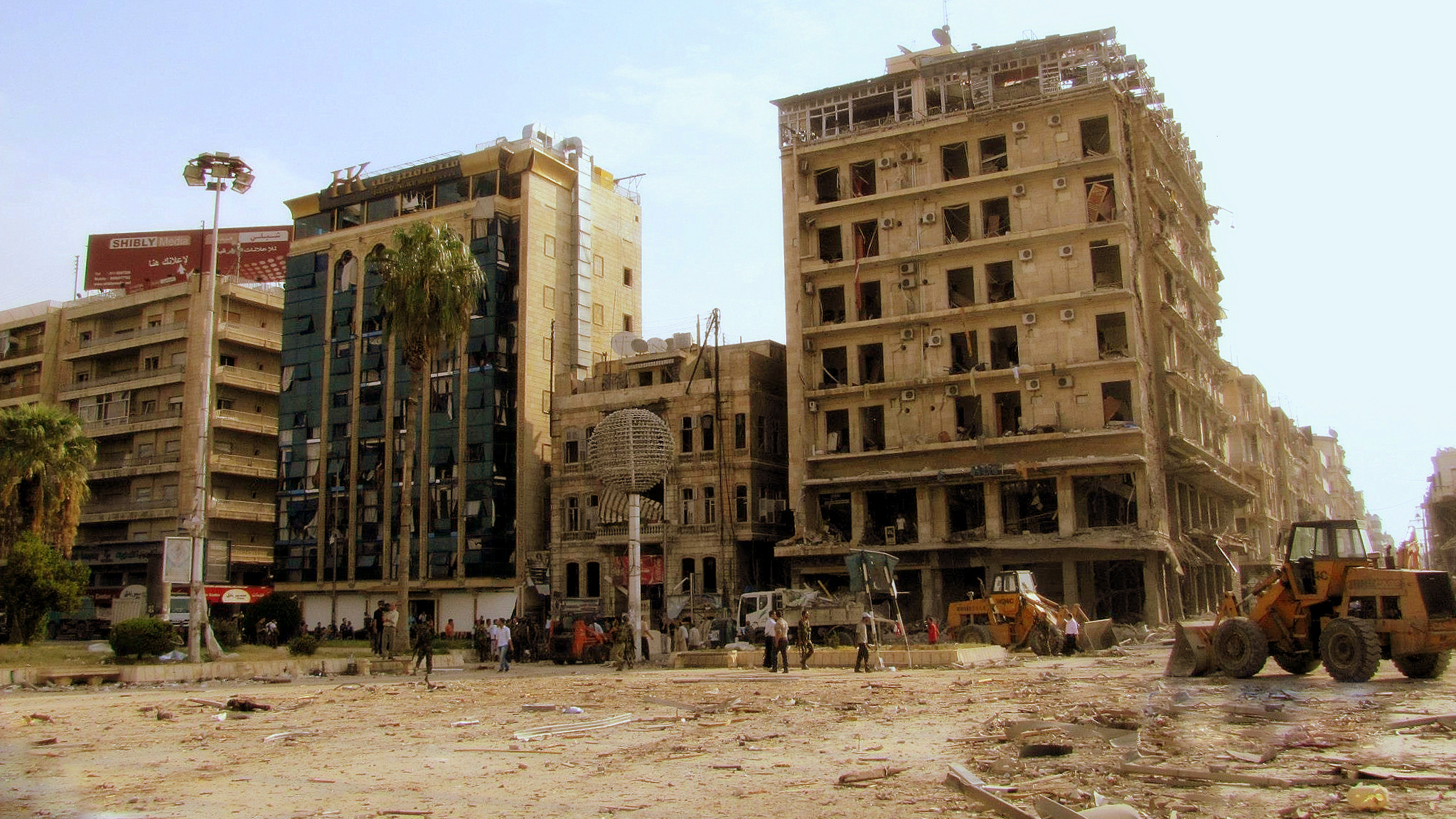
Piazza Saadallah Al-Jabiri dopo essere stata colpita dal Fronte al-Nusra nell'ottobre 2012

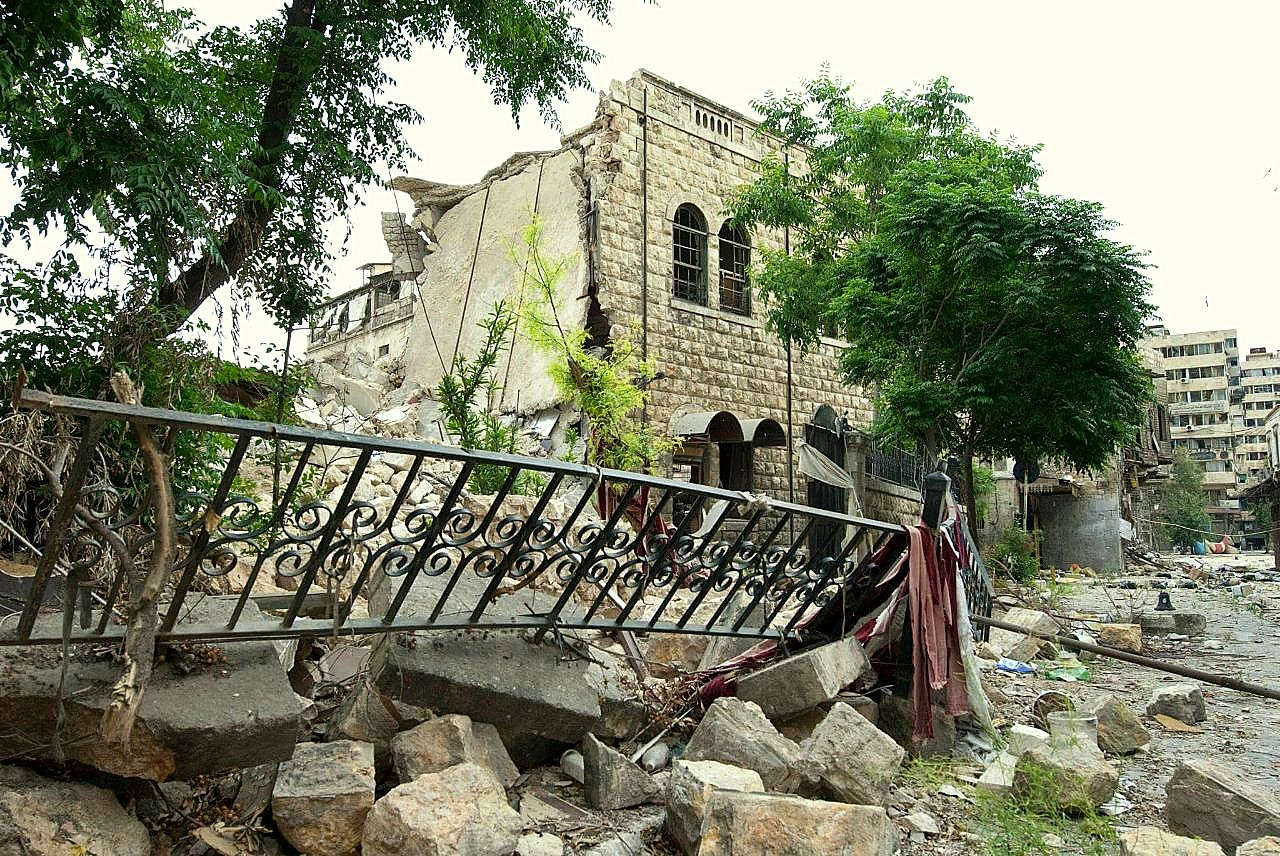
La Chiesa Presbiteriana Nazionale di Aleppo dopo essere stata colpita il 6 novembre 2012

Il 12 agosto 2011, pochi mesi dopo lo scoppio delle prime proteste nel resto del Paese, nel contesto della primavera araba, decine di migliaia di manifestanti antigovernativi manifestarono in vari distretti della città. Nel corso di queste dimostrazioni, le forze di sicurezza spararono e uccisero almeno due persone. Due mesi dopo, dimostranti filo-governativi manifestarono in piazza Saadallah Al-Jabiri, in centro città. In particolare, l'11 ottobre 2011, vaste folle si riunirono per esprimere il proprio sostegno al presidente Bashar al-Assad.
All'inizio del 2012, le forze governative iniziarono a bombardare la città in reazione a una rivolta. Il 10 febbraio 2012, due autobombe esplosero accanto a due edifici governativi, provocando 28 morti (tra i quali quattro civili) e 235 feriti. Il 18 marzo 2012, un'altra autobomba in un quartiere residenziale uccise due membri del personale di sicurezza e una donna civile e ferì 30 residenti.
Nel luglio 2012, gli eventi ad Aleppo degenerarono quando i ribelli lanciarono una prima offensiva dalle campagne circostanti. La città fu colpita da devastanti bombardamenti. Nel corso degli ultimi mesi del 2012 proseguirono i combattimenti casa per casa tra i ribelli e le forze governative e nella primavera del 2013 le linee del fronte si stabilizzarono con le forze governative raccolte nella parte occidentale della città e le forze di opposizione nella parte orientale. Secondo una stima effettuata da un'organizzazione umanitaria, nei primi mesi, i combattimenti provocarono circa 13500 morti, 1500 dei quali sotto i 5 anni di età, e 23000 feriti. Le locali stazioni di polizia, utilizzate come basi delle forze governative, furono al centro dei combattimenti. I combattimenti provocarono la distruzione di vaste sezioni dell'Al-Madina Souq, della grande moschea di Aleppo e di vari altri edifici storici.
Il conflitto si trascinò in una situazione di stallo per quattro anni fino al luglio 2016, quando le forze governative bloccarono, con il sostegno degli attacchi aerei russi, l'ultima linea di rifornimento per i ribelli, che lanciarono controffensive infruttuose tra settembre e ottobre che non riuscirono a rompere l'assedio; a novembre, le forze governative intrapresero una campagna decisiva. I ribelli accettarono di evacuare la città nel dicembre 2016. Il 22 dicembre, l'evacuazione fu completata e le forze governative presero possesso del settore orientale della città. La vittoria del governo siriano venne ampiamente considerata come un potenziale punto di svolta nell'ambito della guerra civile siriana.
In seguito alla fine dei combattimenti, circa 500000 rifugiati tornarono ad Aleppo. Molti settori della città che sono stati colpiti sono in fase di ricostruzione. A partire dal febbraio 2018, le locali forze dello YPG abbandonarono il quartiere di Sheikh Maqsud, da essi precedentemente controllato, e si trasferirono ad Afrin per fronteggiare l'operazione Ramoscello d'Ulivo lanciata dal governo turco. Come conseguenza, l'esercito siriano prese possesso del distretto. Nel febbraio 2020, le forze governative catturarono le ultime aree controllate dai ribelli nella periferia occidentale di Aleppo, ponendo così fine a un conflitto iniziato in città otto anni prima.

## Monumenti e luoghi d'interesse

### Architetture religiose

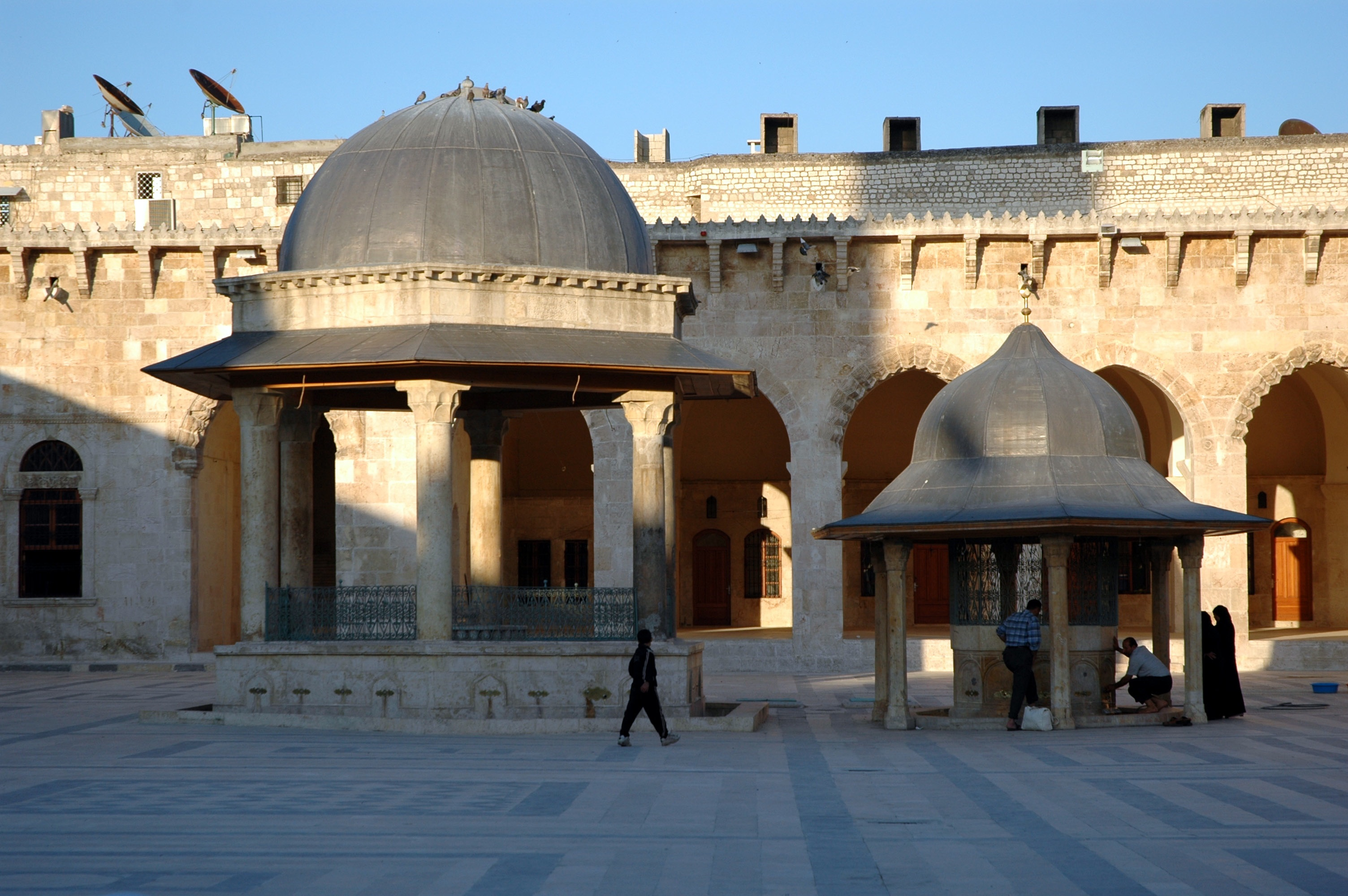
La grande moschea di Aleppo

La varietà culturale e religiosa della città viene pienamente rispecchiata negli edifici religiosi che vi sorgono, importanti sedi sia della religione islamica, come la moschea degli Omayyadi, che cristiana. Durante la guerra civile siriana diversi minareti della città, tra cui quello della grande moschea, sono andati distrutti, mentre le cattedrali e chiese cristiane sono state abbandonate, salvo poi esser restaurate o riaperte dopo il 2016.
La città conta in tutto quarantuno moschee, tredici zawiye, nove chiese cristiane e una sinagoga.
- Moschea degli Omayyadi, antica moschea dell'VIII secolo;
- Sinagoga al-Bandara, sinagoga del XII secolo;
- Moschea al-Firdaws, moschea e madrasa del XIII secolo;
- Cattedrale dei Quaranta Martiri, cattedrale della Chiesa apostolica armena del XV secolo;
- Cattedrale di Sant'Elia, cattedrale cristiana maronita del XIX secolo;
- Cattedrale di San Giuseppe, cattedrale cattolica caldea del XX secolo;
- Cattedrale del Profeta Elia, cattedrale ortodossa, sede dell'arcieparchia di Aleppo e Alessandretta;
- Chiesa della Santissima Trinità;
- Chiesa della Santa Madre di Dio;
- Chiesa di San Francesco d'Assisi, cattedrale e sede del Vicariato apostolico di Aleppo fino al 2011;
- Chiesa di Surp Hagop.

#### Madrasa al-Halawiyya
In origine cattedrale bizantina (conserva ancora le colonne con capitelli bizantini del V secolo) che la tradizione vuole fondata da Sant'Elena, madre dell'imperatore Costantino il Grande; confiscata, nel 1124, per le atrocità commesse dai crociati. Il nome della madrasa deriva da hulw (dolce), perché al tempo di Nur al-Din Zangi venivano distribuiti dolciumi alla popolazione. La madrasa, restaurata, è usata ancora oggi come scuola coranica.

### Architetture civili
L'importanza, soprattutto commerciale della città, si riflette pienamente sulle architetture civili che hanno attraversato i diversi secoli di storia della città; nel dettaglio si possono ancora ammirare: sedicicaravanserragli, ossia grandi edifici con cortile interno volti ad ospitare le carovane itineranti, due imponenti bimaristan, ossia ospedali islamici talvolta utilizzati come manicomi, otto hammam oltre che svariate residenze tradizionali, mausolei e madrase. Inoltre i suq di Aleppo sono considerati i più estesi del Vicino Oriente con circa 12 km complessivi.
- Hammam al-Nahaseen, hammam del XIII secolo;
- Bimaristan Arghun, manicomio del XIV secolo;
- Hammam Yalbugha al-Nasiri, hammam del XV secolo;
- Khan al-Nahassin, caravanserraglio del XVI secolo, oggi sede del consolato di Francia;
- Khan al-Gumruk, caravanserraglio del XVI secolo;
- Bayt Jumblatt, edificio del XVII secolo;
- Palazzo Ghazaleh, residenza privata del XIV secolo;
- Hotel Baron, albergo storico di Aleppo del XX secolo;

### Architetture militari
- Cittadella, fortezza di origini medievali posta al centro della città antica;

#### Bab Antakia, la porta di Antiochia

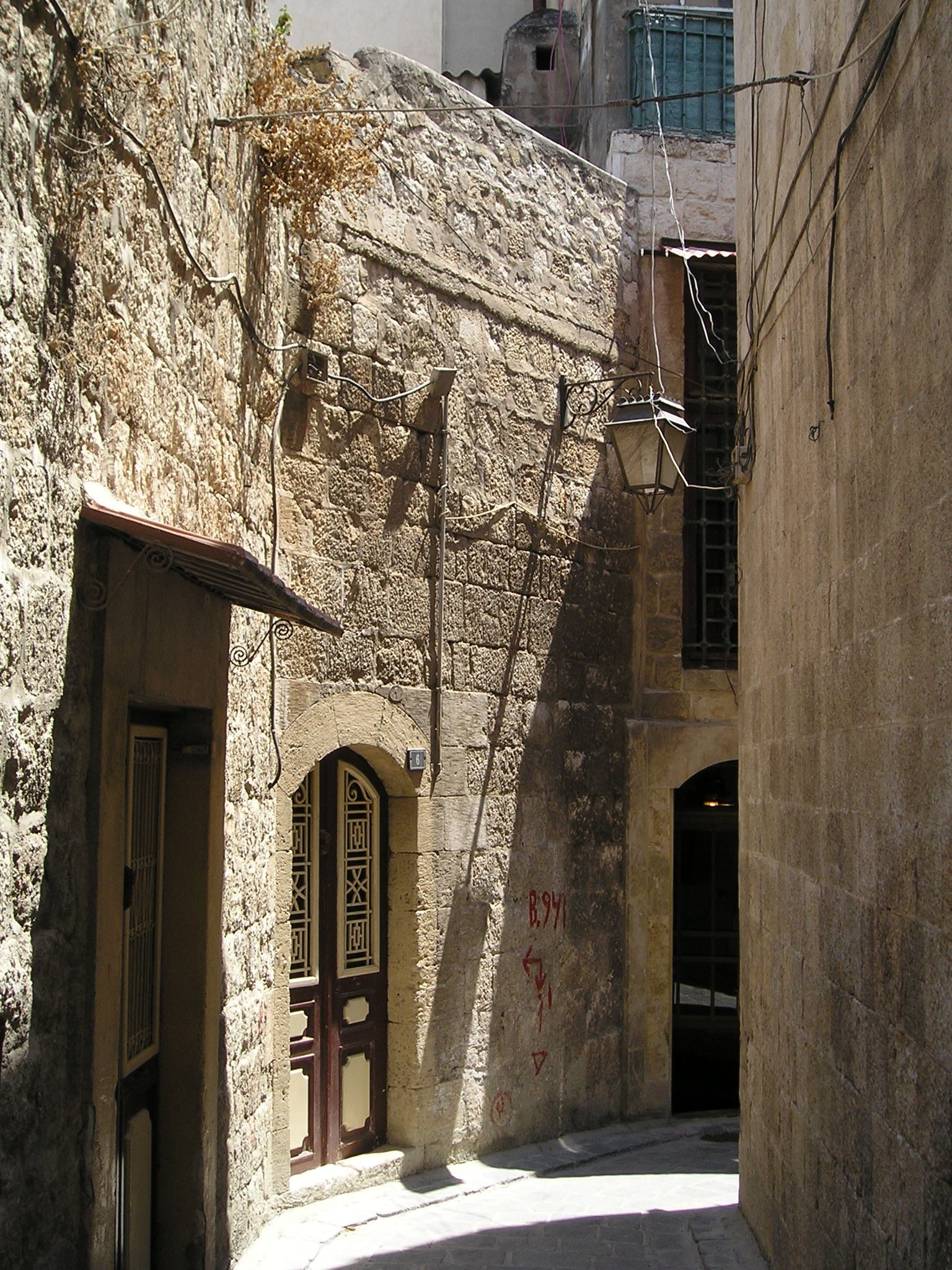
Un vicolo nel quartiere cristiano

La massiccia porta è rafforzata da due grandi bastioni esagonali eretti dal nipote del Saladino, il figlio di al-Zahir Ghazi, al-Nasr Yūsuf II, della dinastia degli Ayyubidi. Da qui partiva la strada per Antiochia, e da questa porta i musulmani entrarono pacificamente ad Aleppo nel 637. L'iscrizione più antica che è riportata nelle pietre della struttura risale al 1016-1018.

### Al-Jdayde
Al-Jdayde era l'insediamento cristiano "fuori le mura" vicino alla Bāb al-Faraj (Porta della Gioia), risalente al XV secolo, dopo la devastazione operata da Tamerlano, ed ora a pieno titolo i quartieri di al-Jadīda e al-Tadrība sono inseriti nei giri storico-turistici della città. Nei due quartieri si trovano alcune case tradizionali arabe dei secoli XVII-XVIII, come il Palazzo Ghazaleh, con all'esterno alte mura di protezione; nel passato, di notte, i tre cancelli d'ingresso venivano chiusi e presidiati da guardie. Detto anche quartiere cristiano o quartiere armeno, vi si trovano quasi tutte le chiese della città:
- le chiese armene:

la chiesa Ortodossa Armena della Vergine Maria, del XV secolo, con un monumento, nel cortile, che ricorda il massacro degli Armeni operato dai Turchi Ottomani, nel 1915. Oggi è un museo d'arte religiosa;
la chiesa Cattolica Armena, ricavata dall'abitazione della famiglia Qara Ali, nel 1830;
- la melchita, come la chiesa Greca Cattolica, del 1843, decorata all'interno in stile mamelucco, con pietre bianche, nere e gialle;
- la greco-ortodossa, come la chiesa dedicata alla Vergine Maria, con una splendida collezione di icone di scuola aleppina, restaurata, nel XIX secolo;
- la Chiesa cattolica sira, come la chiesa Siriana cattolica, già esistente, nel XVI secolo e ricostruita, nel 1825, oggi ospita un seminario;
- ed altre.

## Società

### Evoluzione demografica
Nel 1901 la popolazione di Aleppo contava 108.143 abitanti, dei quali 76329 musulmani (70,58%), 24508 cristiani (22,66%) e 7306 ebrei (6,76%). La comunità cristiana è aumentata in seguito all'arrivo di rifugiati armeni all'inizio del XX secolo, in particolare dopo il genocidio armeno nel 1915. Nel 1922 la popolazione contava 156748 unità, tra le quali 97600 musulmani (62,26%), 22117 nativi cristiani (14,11%), 6580 ebrei (4,20%), 2652 cittadini europei (1,70%), 20007 rifugiati armeni (12,76%) e 7792 membri di altre minoranze (4,97%). Nel 1944, la popolazione cittadina aveva raggiunto i 325000 abitanti, dei quali 112110 (34.5%) erano cristiani.
Nel 2004, Aleppo, con i suoi 2132100 abitanti, costituiva la città più popolosa della Siria. Nel corso della battaglia di Aleppo, nell'ambito della guerra civile siriana, i quartieri orientali, nelle mani delle forze di opposizione, hanno visto perdere gran parte della popolazione, che si è rifugiata altrove; nel 2015, la sezione orientale della città ospitava 40000 abitanti.

### Composizione etnoreligiosa

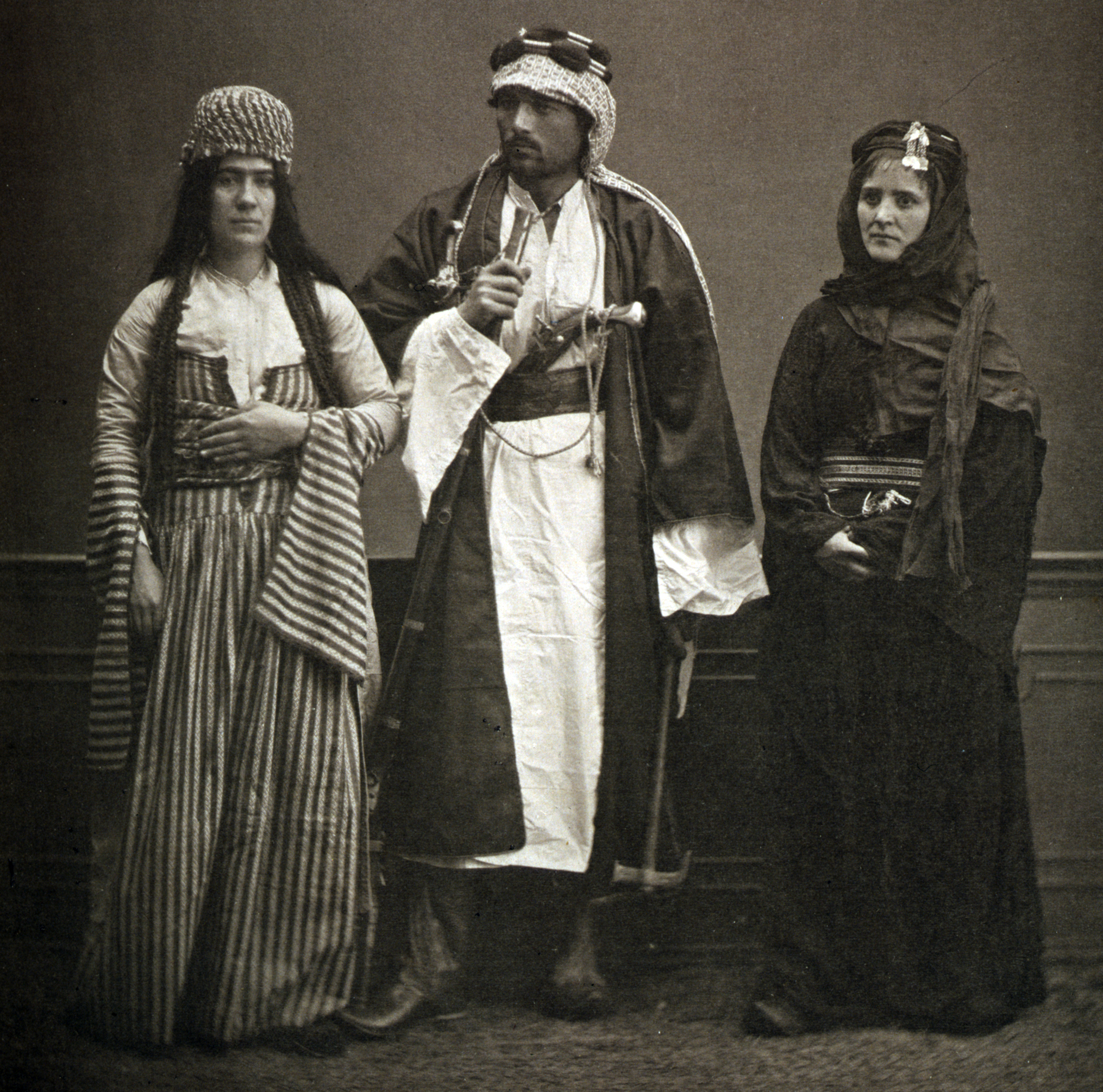
Due beduini e una donna ebrea ad Aleppo, 1873

Aleppo ospita una delle popolazioni più variegate del Medio Oriente; la maggioranza della popolazione è costituita da arabi; vi sono minoranze di curdi, armeni, circassi e turcomanni, oltre a gruppi di ceceni e di musulmani balcanici, quali bosgnacchi, albanesi, greci e bulgari. La maggioranza della popolazione è di fede musulmana sunnita, mentre oltre 300000 cristiani appartenenti ad una decina di confessioni fanno di Aleppo la terza maggiore città cristiana del mondo arabo dopo Il Cairo e Beirut. A partire dalla seconda metà del XX secolo, la storica comunità ebraica di Aleppo è emigrata in massa a causa di fattori politici legati al conflitto arabo-israeliano ed economici, mentre diverse migliaia di drusi, alauiti e ismailiti dal resto della Siria si sono stabiliti in città.
La maggior parte della comunità cristiana aleppina era costituita da cattolici fino al XX secolo. Le comunità cristiane ortodosse incrementarono con l'arrivo di immigrati armeni dalla Cilicia, in seguito al genocidio armeno, e di arabi greco-ortodossi dal Sangiaccato di Alessandretta. Comunità armene sono presenti in città fin dal XII secolo, originatesi dalla Cilicia. La Cattedrale dei Quaranta Martiri, fondata nel 1491, costituisce la cattedrale armena più antica della città. Tra il 1923 e il 1925, in seguito alla ritirata delle truppe francesi dalla Cilicia, oltre 40000 rifugiati armeni raggiunsero Aleppo, giungendo a formare un quarto dei 210000 abitanti nel 1925. Nel 1944, gli armeni contavano 60200 dei 112110 cristiani aleppini. Numerosi armeni cominciarono ad emigrare verso l'Armenia sovietica a partire dalla seconda metà degli anni 1940, nel processo conosciuto come "rimpatrio armeno".
La città è stata sede di un'antica comunità ebraica. La grande sinagoga di Aleppo, costruita nel V secolo, ospitò per secoli il Codice di Aleppo. A partire dal XV secolo, la città ricevette immigrati sefarditi. All'inizio del XX secolo, la comunità ebraica aleppina era concentrata nei quartieri di Al-Jamiliyah, Bab Al-Faraj e vicino alla grande sinagoga. Le tensioni in Palestina portarono a una rivolta nel dicembre 1947 che colpì violentemente la comunità. Gran parte dei 6000 ebrei abbandonarono la città. Nel 1968, rimanevano ad Aleppo 700 ebrei. Nel 1992, il governo siriano autorizzò l'emigrazione dei rimanenti 4500 ebrei nel Paese. L'ultima famiglia ebraica della città emigrò in Israele nell'ottobre 2016.

### Lingue
Il dialetto arabo di Aleppo è di tipo levantino ed è parlato dalla grande maggioranza della popolazione. La lingua curda risulta essere la seconda lingua più parlata in città dopo la lingua araba ed è parlata dalla locale comunità curda nella sua forma kurmanji. La comunità turcomanna mantiene dialetti turchi, mentre quella armena parla il dialetto armeno occidentale.

## Cultura

### Musei

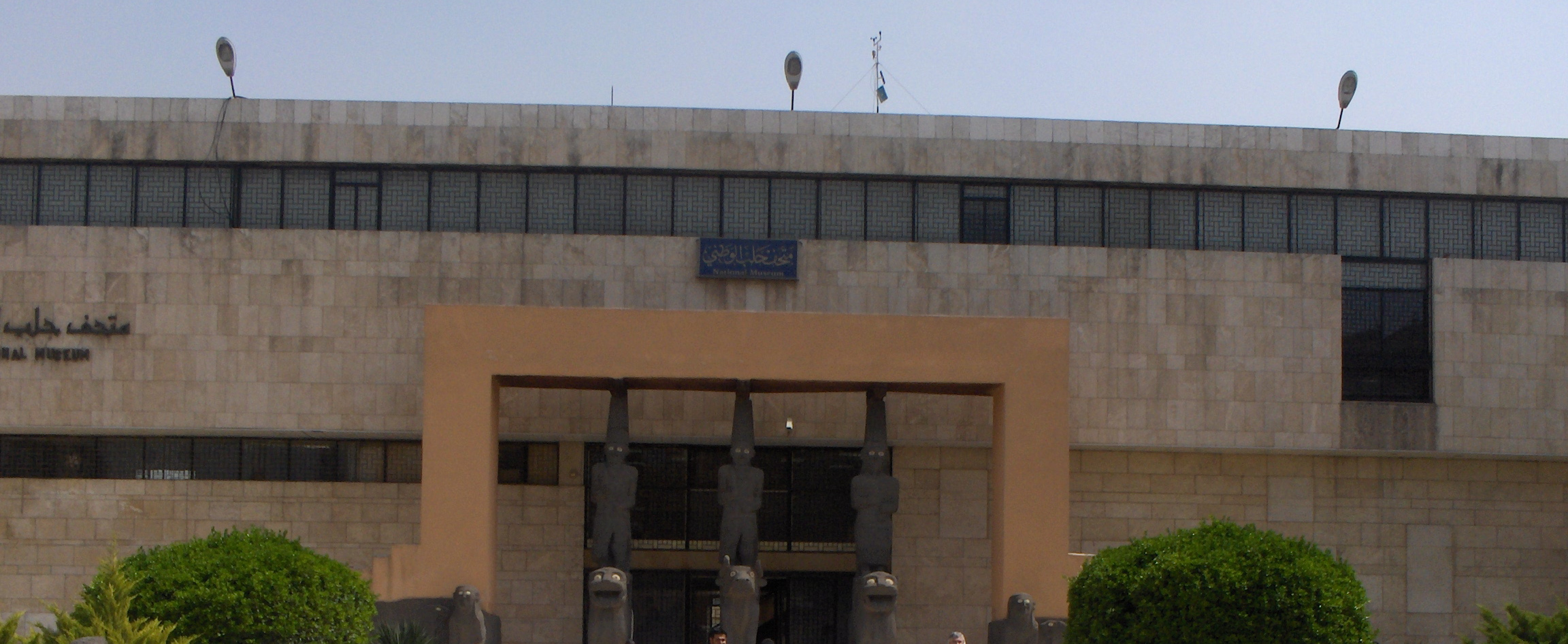
Ingresso del museo Nazionale

- Museo Nazionale di Aleppo, dove si trovano le seguenti sale:
  - al piano terra, sala dei reperti della zona di Jazīra, sala di Mari, sala di Hama, sala di Ugarit, sala di Tell Halaf, sala di Arsian Tash, sala di Tell Ahmar ed infine una sala con reperti provenienti da siti diversi
  - al piano superiore vi sono reperti del periodo preclassico e interessanti testimonianze del periodo romano e bizantino;
- Museo delle Tradizioni, con arredi che ricreano l'atmosfera di una sontuosa residenza dell'Aleppo del XIX secolo;
- Museo della Cittadella

### Cucina
Aleppo è famosa nel mondo arabo per la varietà e la raffinatezza della sua cucina.Piatto tipico di Aleppo è il kebab alle ciliegie, per la cui preparazione si utilizza una varietà di ciliegie specifica e tipica della zona. Altra tipica preparazione è la confettura di rose, di lunga tradizione condivisa con la città di Damasco, ma non è possibile provvedersene nei suq locali in quanto viene preparata solo per uso familiare e non è prodotta in quantità sufficienti per il commercio.

## Sport
Aleppo è sede di varie squadre di calcio, tra cui le principali sono l'Al-Ittihad, l'Al-Hurriya, l'Al-Yarmouk, lo Jalaa e l'Ouroube. I principali impianti sportivi cittadini sono lo Stadio internazionale di Aleppo, il più capiente di Siria e lo Stadio 7 aprile, il più antico del paese.
In città è popolare anche il baseball, con Jalaa e Al-Ittihad tra le migliori squadre a livello nazionale.

## Infrastrutture e trasporti
La città è servita dall'Aeroporto internazionale di Aleppo, che è base secondaria della Syrianair, la principale compagnia aerea siriana.

## Galleria d'immagini

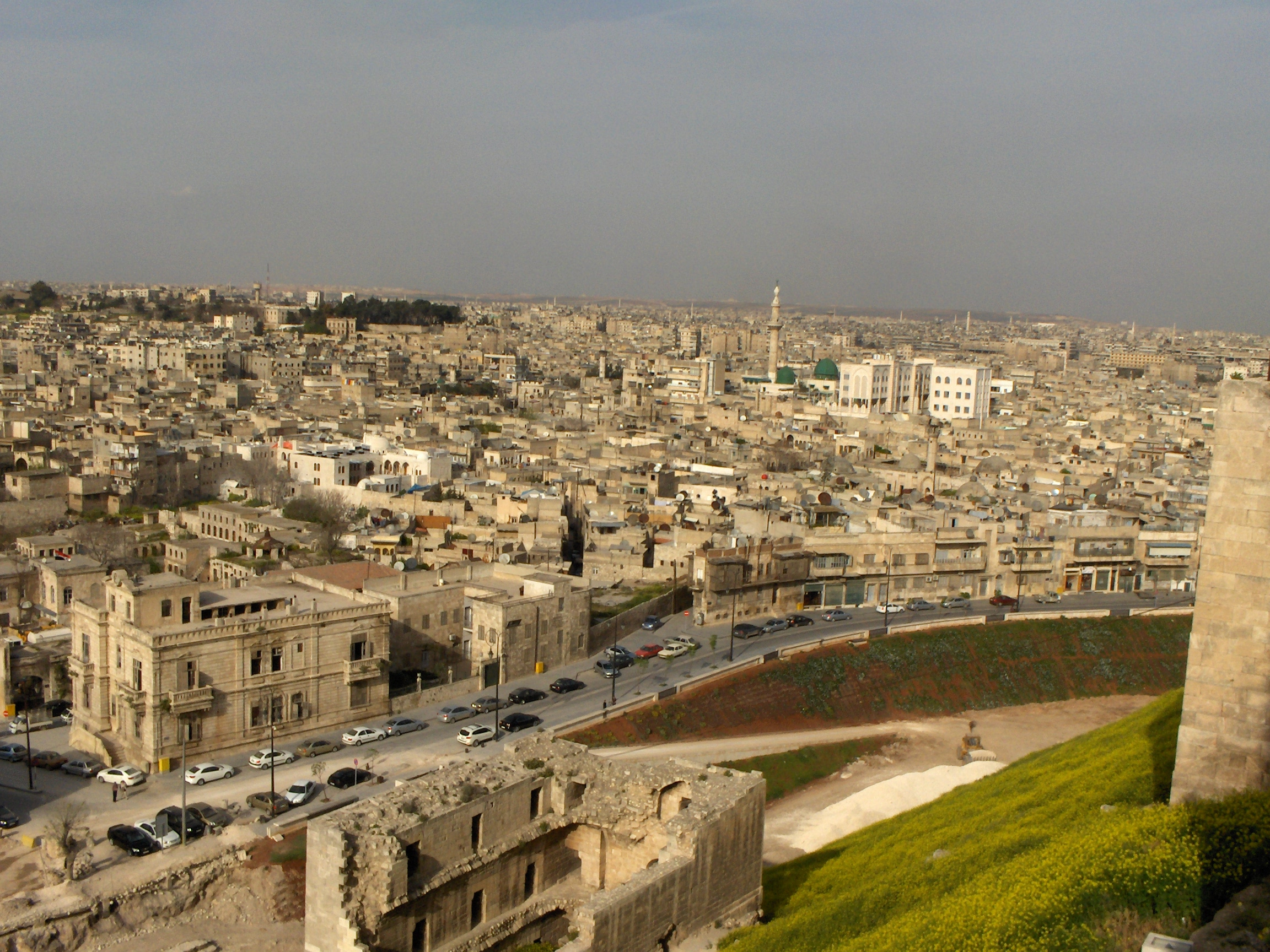
Panorama visto dalla Cittadella
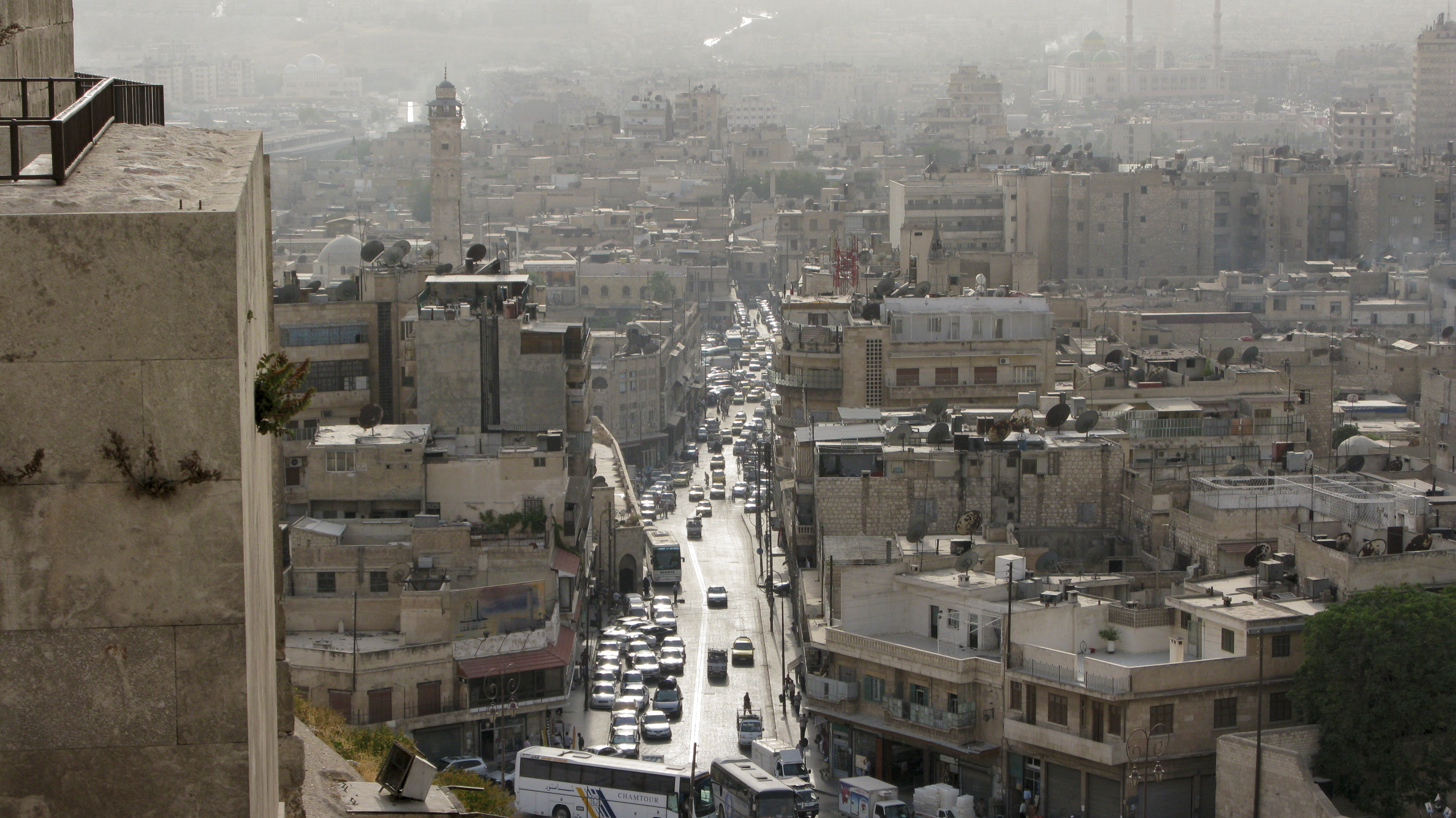
Ingresso del Suq e panorama della città vecchia
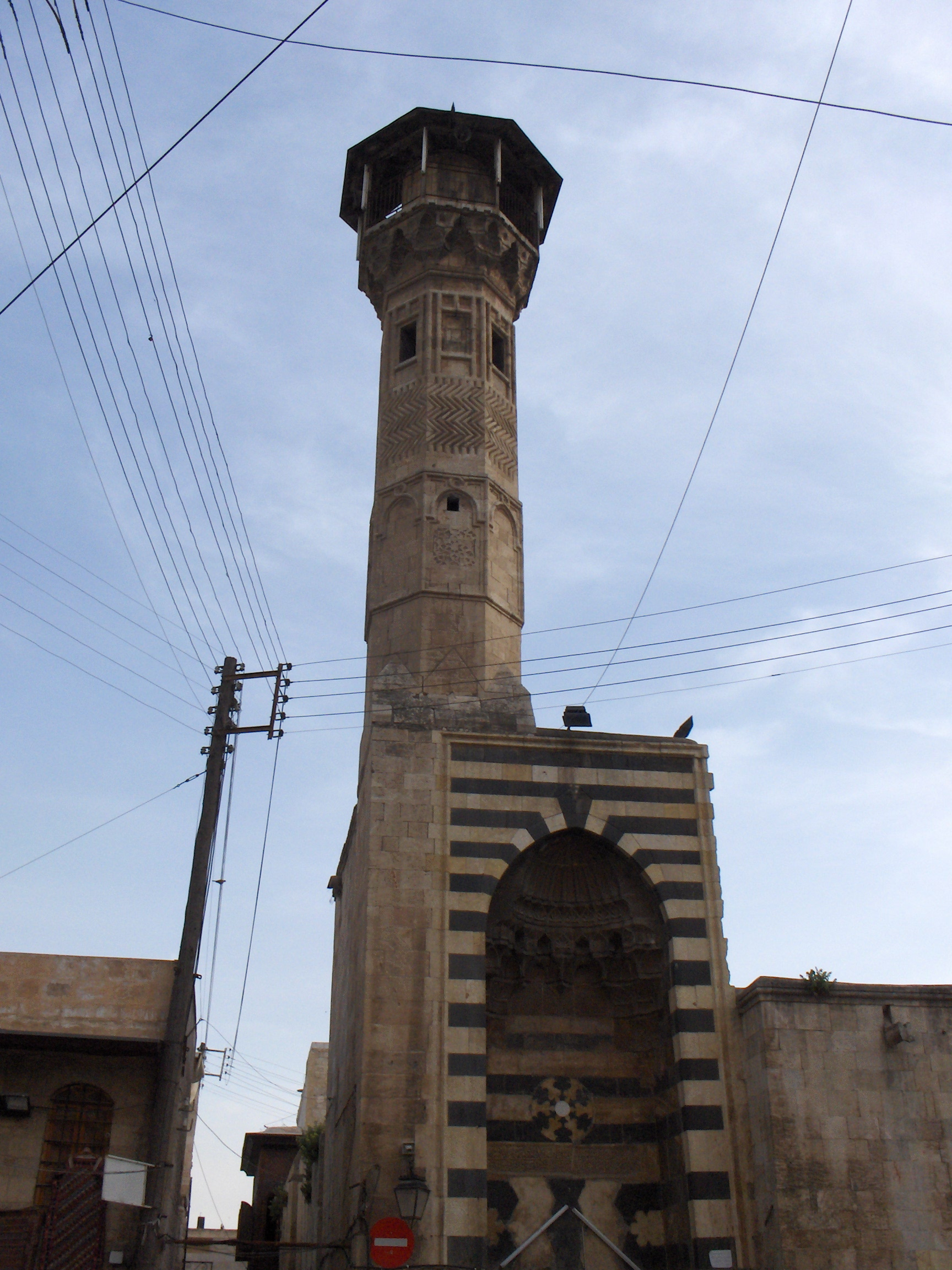
Minareto di stile ottomano della moschea Khosrofiye, nella città vecchia
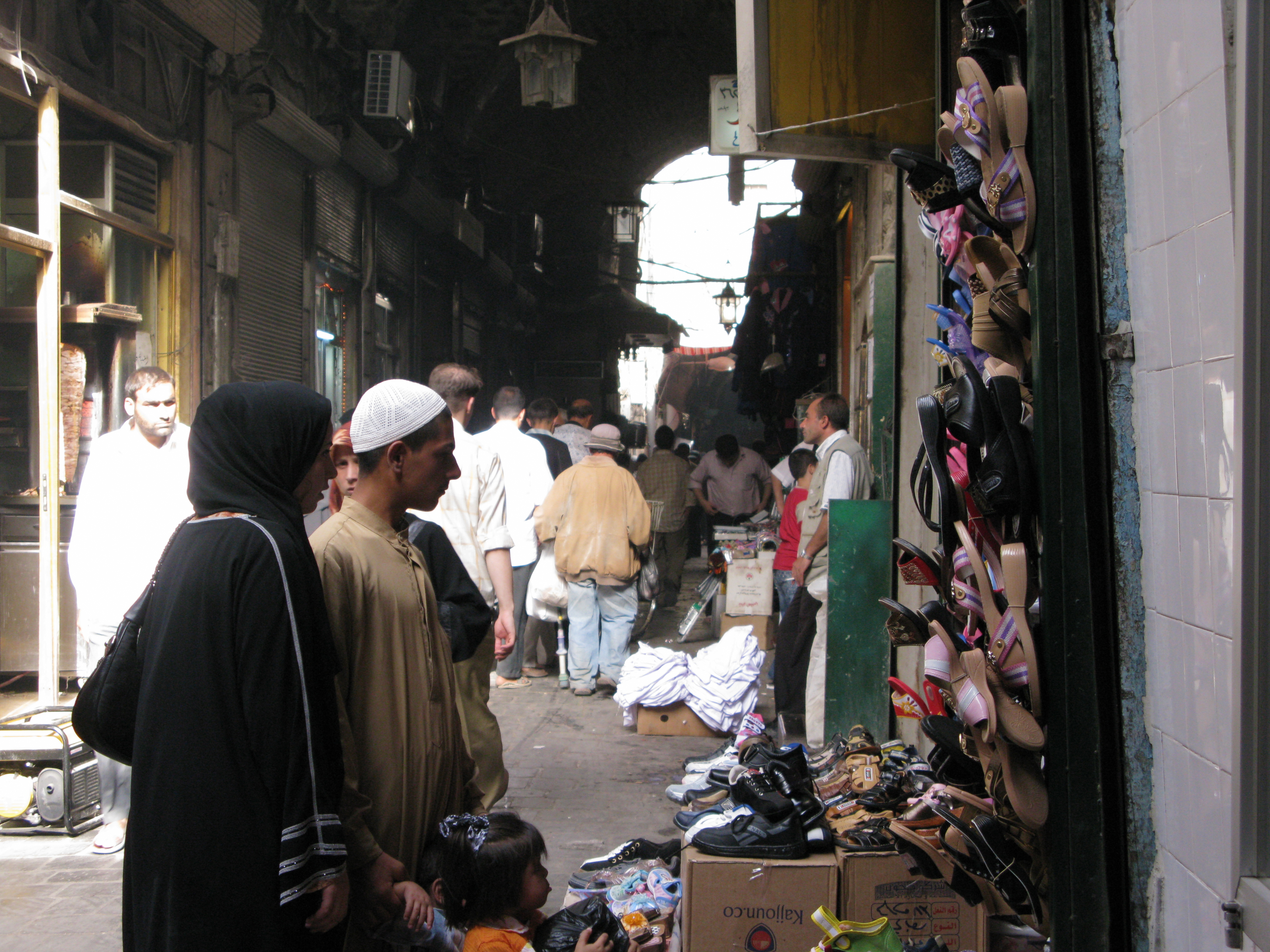
Il Suq
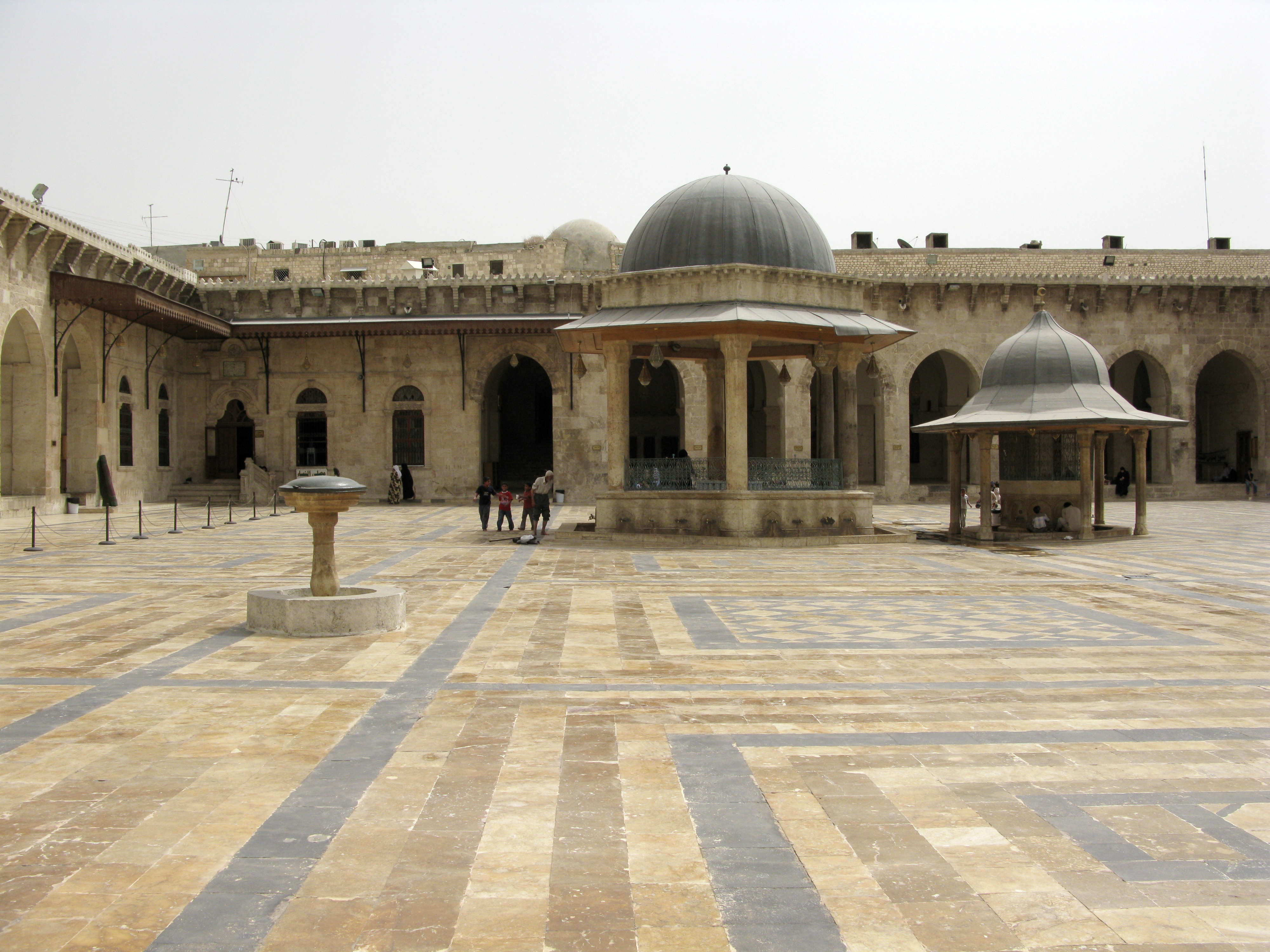
Moschea omayyade: fontana delle abluzioni
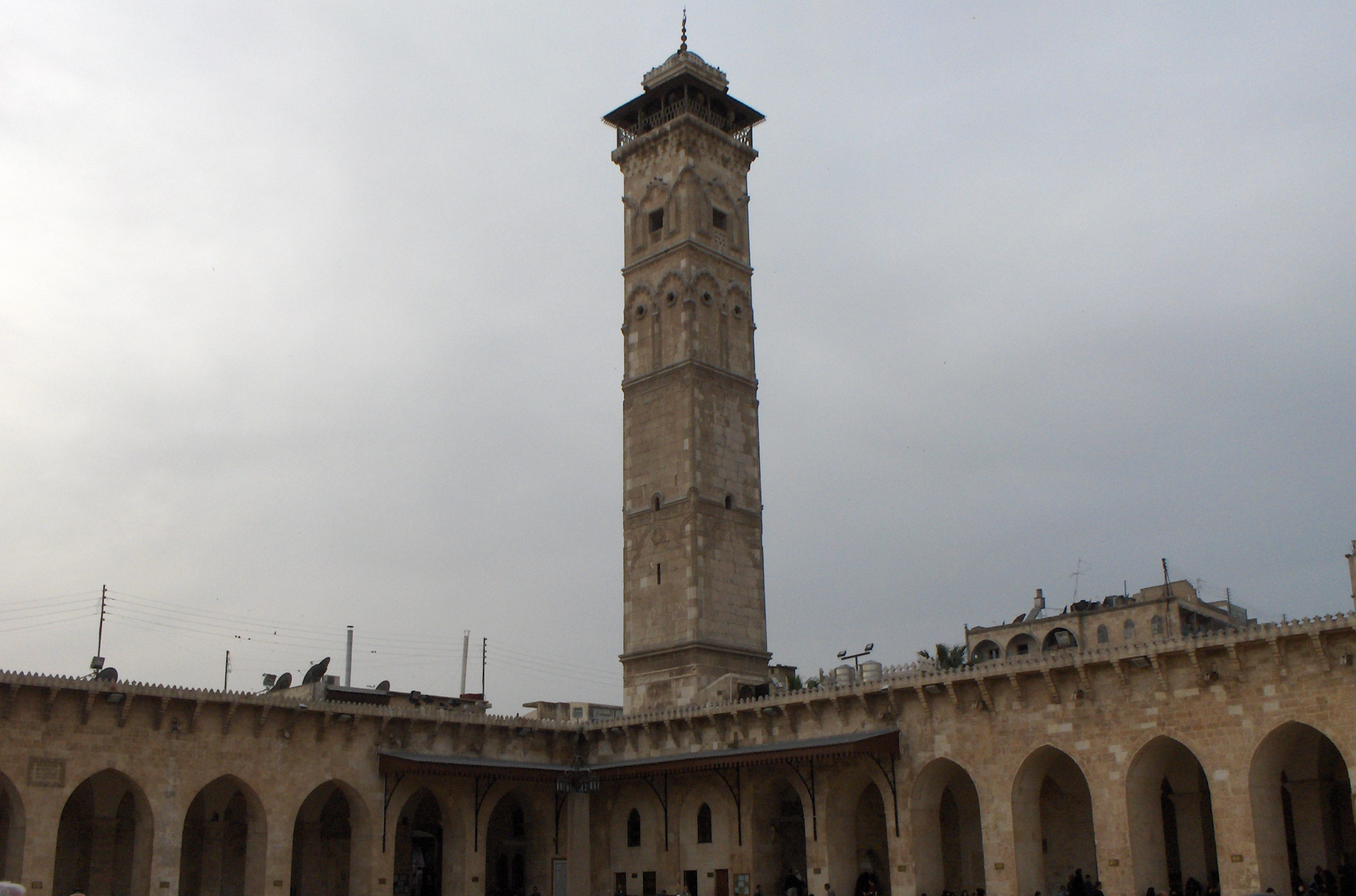
Moschea omayyade: minareto a pianta quadrata
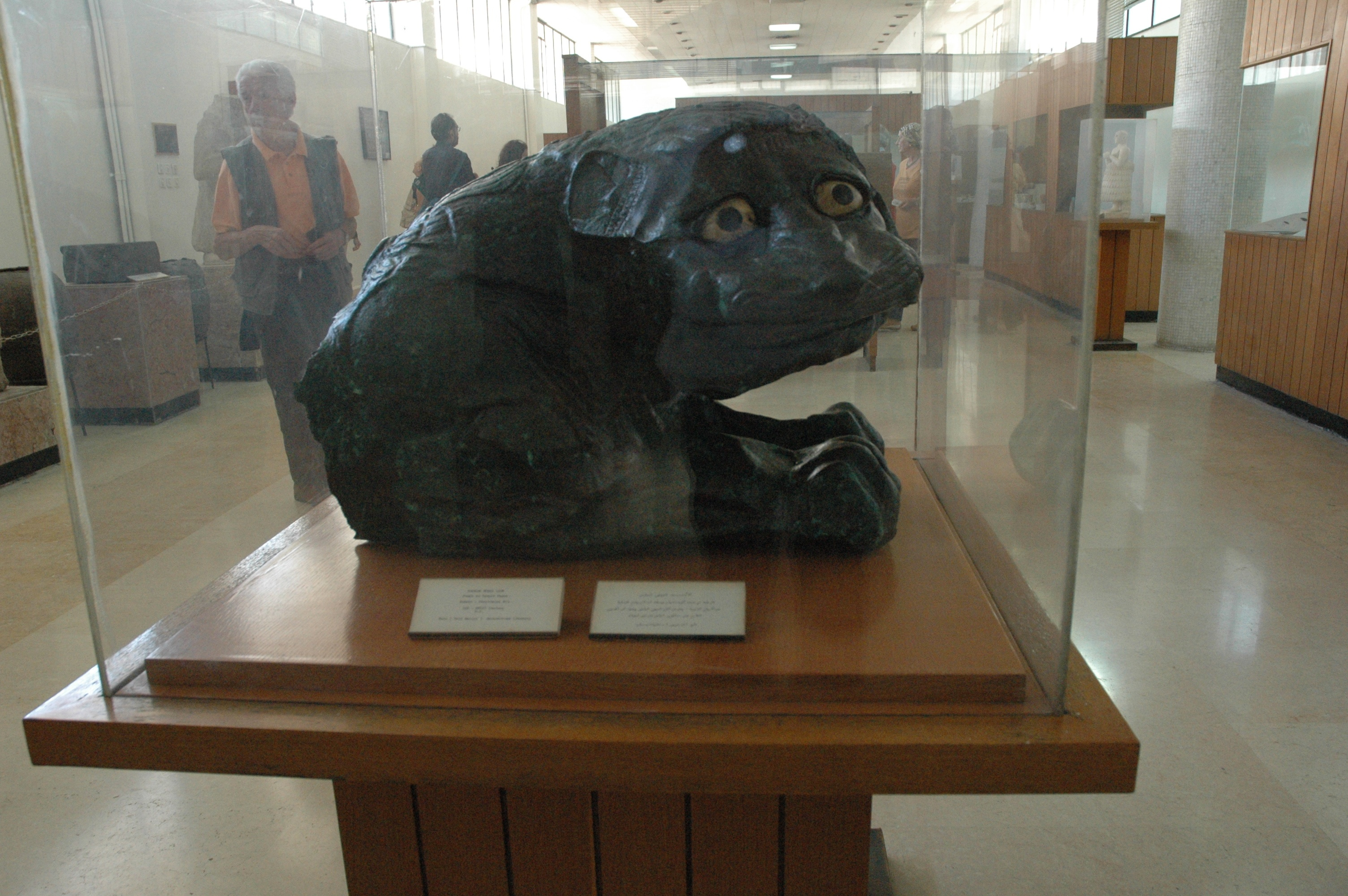
Una scultura contenuta nel museo archeologico di Aleppo
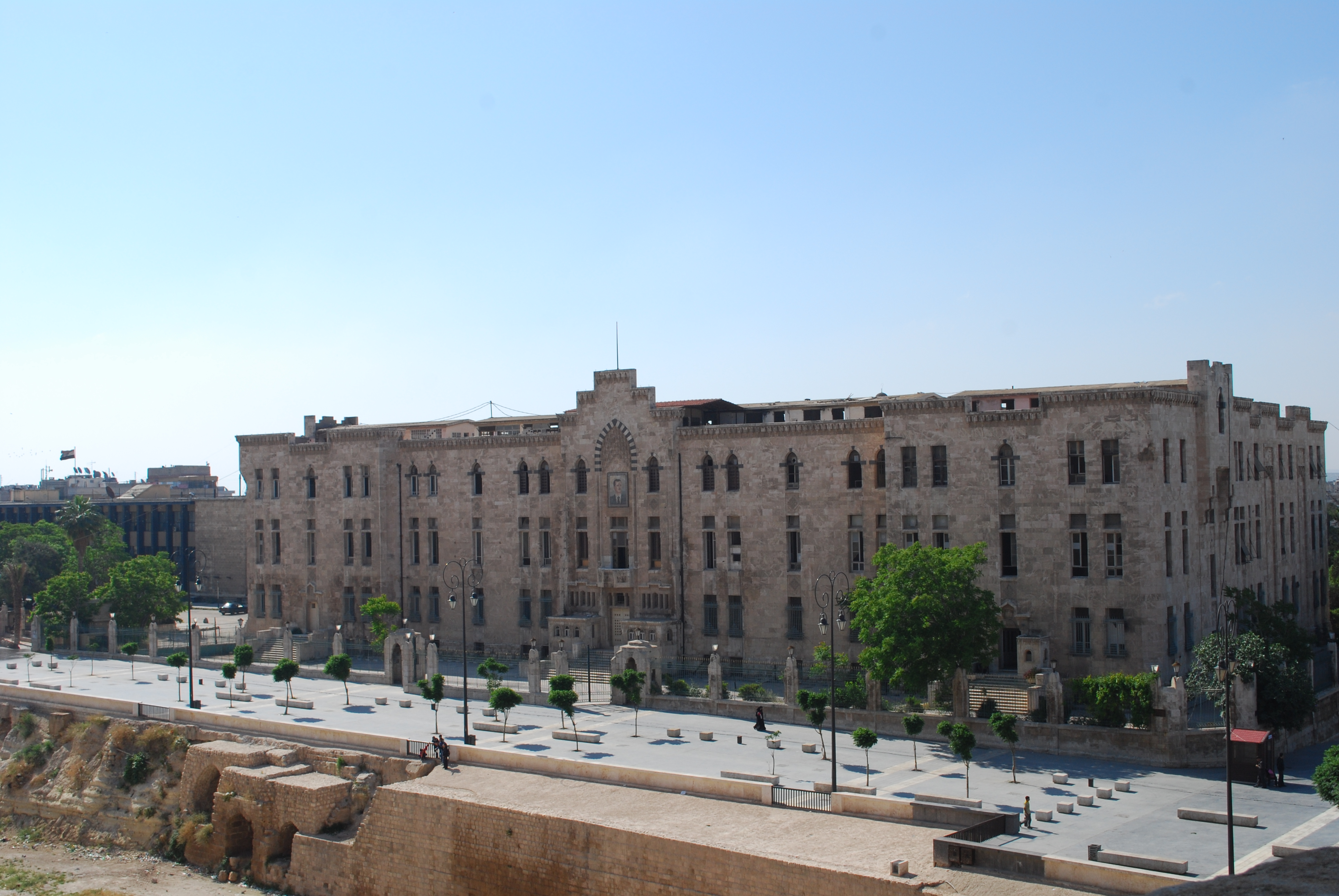
Il palazzo governativo